# Národní tenisové centrum Billie Jean Kingové
Národní tenisové centrum Billie Jean Kingové, anglicky USTA Billie Jean King National Tennis Center, se nachází v parku Corona Flushing Meadows ve čtvrti Queens města New York. Tradičně je na přelomu srpna a září dějištěm posledního tenisového grandslamu sezóny US Open.
V samotném areálu se nachází dvacet dva dvorců, v přilehlém parku dalších jedenáct. Tři hlavní stadióny komplexu patří k největším tenisovým arénám světa, jejichž žebříček vede Arthur Ashe Stadium s kapacitou 23 771 diváků. Na všech třiceti třech kurtech je položen tvrdý povrch Laykold. Od založení areálu v roce 1978 do sezóny 2019 se hrálo na akrylátovém DecoTurfu.
Národní centrum je umístěno v sousedství Citi Field, domovského stadiónu baseballového týmu New York Mets. Tenis je na něm hrán jedenáct měsíců v roce, uzavřený bývá pouze při nepříznivém počasí a v průběhu grandslamu. Kromě členů klubu je areál otevřený také veřejnosti.
Dne 28. srpna 2006 získalo centrum název po americké tenistce Billie Jean Kingové. Ceremoniálu se účastnili aktivní i bývalí hráči včetně Martiny Navrátilové, Venus Williamsové, Chris Evertové, Johna McEnroea a Jimmyho Connorse. Jedná se o největší sportovní areál na světě pojmenovaný po sportovkyni.

## Historie

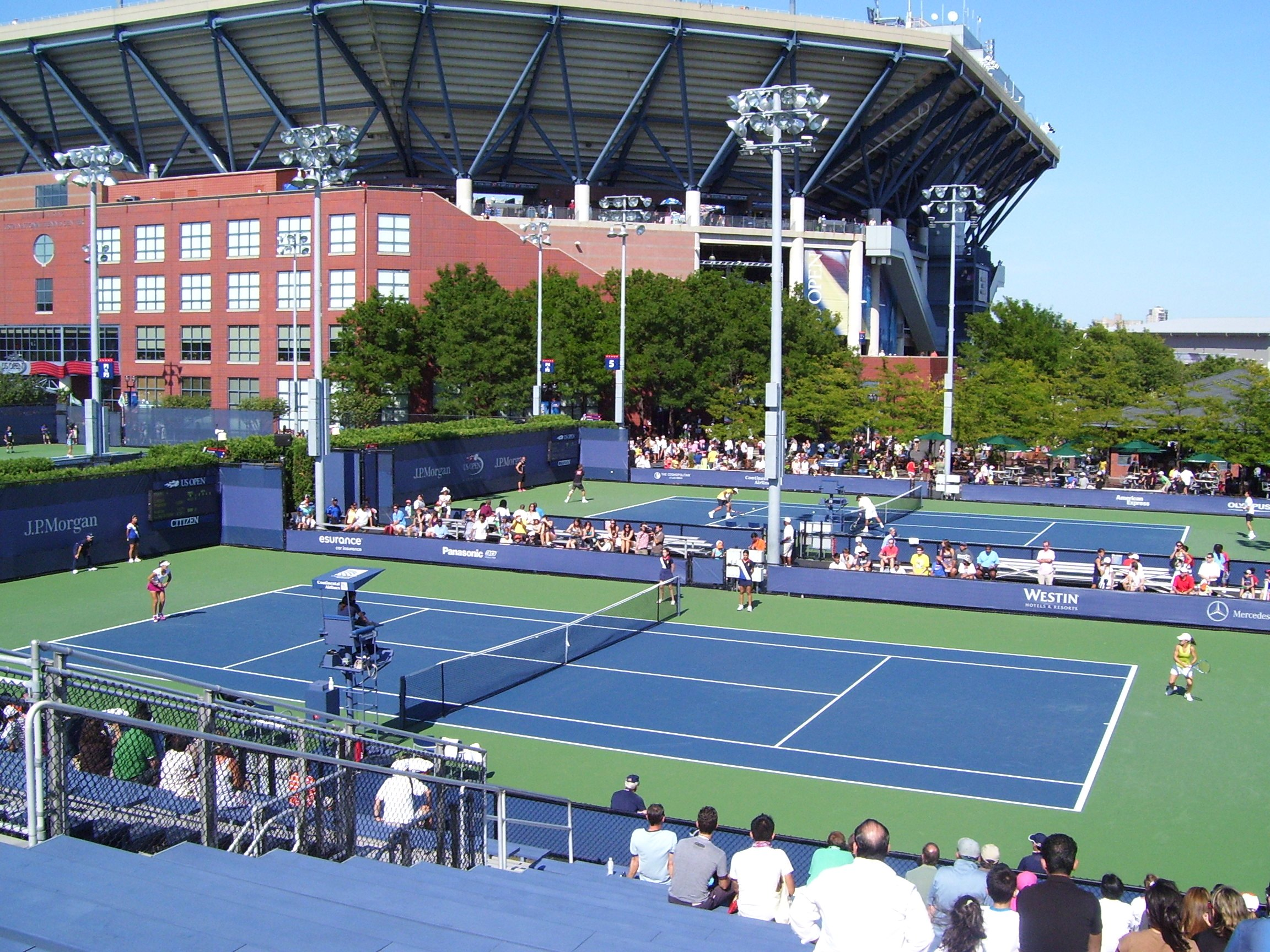
Dvorce u Ashe Stadium

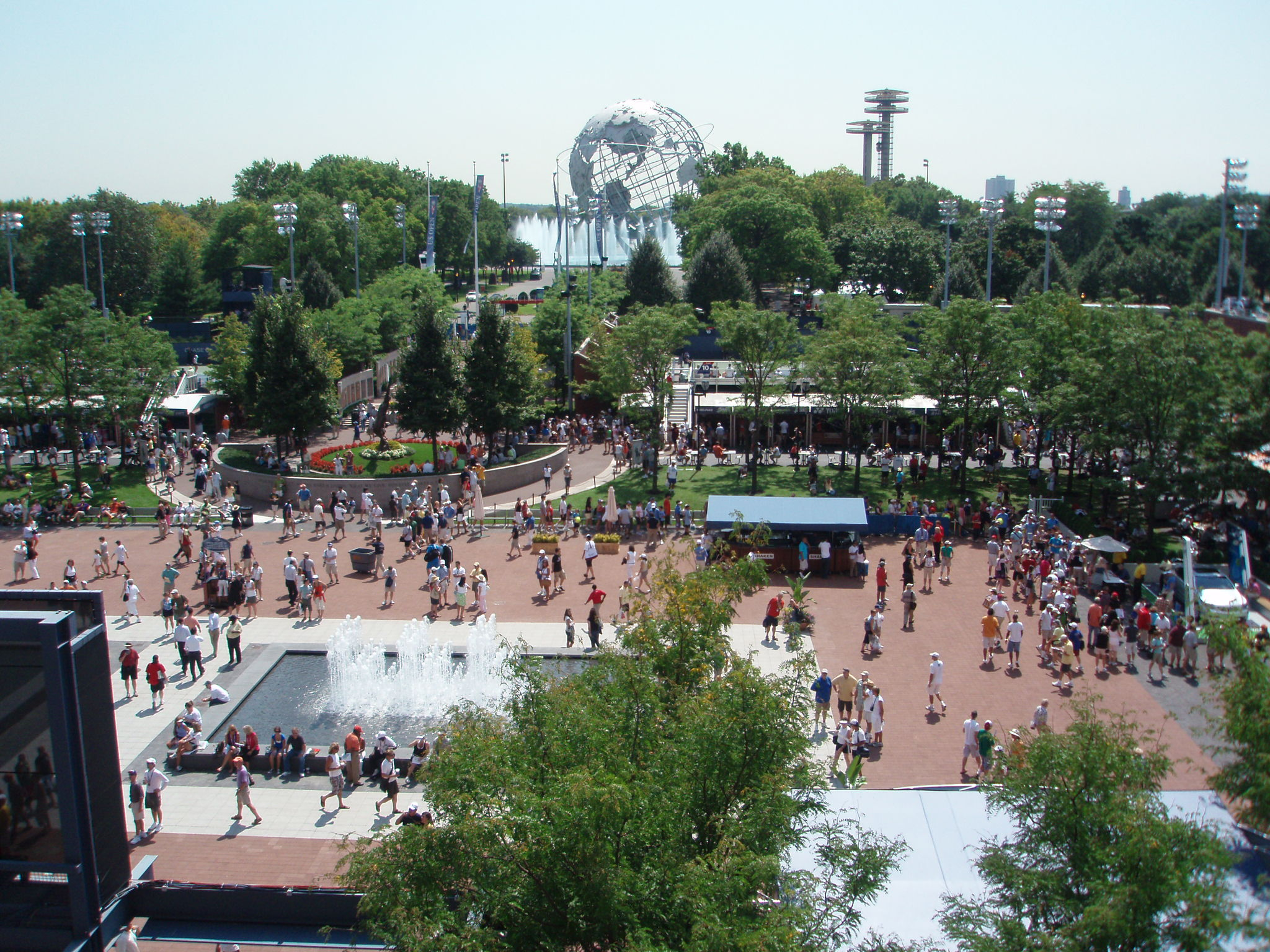
Tenisové centrum během US Open 2007

### Vznik
Myšlenka zrodu tenisového centra vznikla okolo ledna 1977, když nastupující prezident Amerického tenisového svazu (USTA) W. E. Hester uviděl z okna letadla přistávajícího na newyorském letišti LaGuardia nevyužívaný starý stadion Singer Bowl, který byl následně zrekonstruován a zvětšen na nový Louis Armstrong Stadium. Tím bylo získáno místo pro výstavbu nového národního tenisového centra, které vzniklo v okolí Armstrongova stadionu. K otevření areálu došlo v srpnu 1978.

### Rozšíření
Úvahy o přesunu dějiště grandslamu do San Diega vedly v roce 1995 k zahájení velké modernizace a rozšíření tenisového centra. Tenisový svaz přikoupil okolní pozemky a stadion Arthura Ashe s kapacitou přes 22 000 diváků nahradil v roce 1997 stadion Louise Armstronga ve funkci centrálního dvorce. Kapacita Armstrongovy arény byla snížena z osmnácti na deset tisíc diváků.. Společnost Rossetti Architects navrhla stadion Arthura Ashe, tak aby se stal největším tenisovým dvorcem na světě.
Architekti Rossetti opatřili v roce 2016 centrální dvorec zatahovací střechou a vystavěli nový třetí největší kurt Grandstand Stadium. Po dohrání US Open 2016 pak došlo na podzim téhož roku k demolici Louis Armstrong Stadium a na jeho místě vznikl nový stadion téhož jména otevřený během srpna 2018, s kapacitou 14 053 diváků i zatahovací střechou.

## Události v národním tenisovém centru

### Basketbal na tenisovém dvorci
19. července 2008 se na stadionu Arthura Ashe konala první netenisová akce, když basketbalové profesionální týmy WNBA New York Liberty a Indiana fever zde odehrály zápas v rámci prvního ročníku soutěže „Liberty Outdoor Classic„. Jednalo se historicky o první regulérní ročník profesionální basketbalové soutěže v USA hrané venku. Indiana Fever zvítězily poměrem 71-55. Utkání přihlíželo 19 393 diváků.

### Středoškolský tenis
Národní tenisové centrum je také místem každoročního turnaje středních škol New York State High School, konaného v květnu.

## Přehled dvorců
| Dvorce                  | Dvorce                  | kapacita | otevření    |
| ----------------------- | ----------------------- | -------- | ----------- |
| Arthur Ashe Stadium     | Arthur Ashe Stadium     | 23 771   | 1997        |
| Louis Armstrong Stadium | Louis Armstrong Stadium | 14 053   | 2018 (1978) |
| Grandstand Stadium      | Grandstand Stadium      | 8 125    | 2016 (1978) |
| Court 17                | Court 17                | 2 800    | 2011        |
| Court 4                 |                         | 1 066    |             |
| Court 5                 | 1 148                   |          |             |
| Court 6                 | 1 032                   |          |             |
| Court 7                 | 1 494                   |          |             |